# رابین شارما
رابین شارما (انگلیسی: Robin Sharma؛ زادهٔ ۱۸ مارس ۱۹۶۵) نویسنده، سخنران انگیزشی اهل کانادا است. او نویسنده کتاب پرفروش راهبی که فراریش را فروخت و باشگاه پنج صبحی‌ها است که این کتاب به بیش از ۷۰ زبان ترجمه شده‌است.
شارما تا سن ۲۵ سالگی یک وکیل دادگستری بود که این شغل را رها کرد و به نویسندگی روی آورد و اولین کتابش را در سال ۱۹۹۴ منتشر کرد.
او همچنین ۱۲ کتاب دیگر منتشر کرده‌است

## کتاب‌ها
- زندگی خارق‌العاده (1994, ISBN 978-8172246143)
- راهبی که فراری‌اش را فروخت (1997, ISBN 978-8179-921623)
- خرد راهبری خود و دیگران (1998, ISBN 978-1401905460)
- وقتی بمیری چه کسی برایت گریه می‌کند (1999, ISBN 978-8179922323)
- خرد در خانواده (2001, ISBN 978-1401900144)
- شیخ. موج سوار و مدیرعامل (2002, ISBN 978-1401900168)
- راهنمای فوق‌العاده ۱: ۱۰۱ راهکار برای بهترکردن کار و زندگی (2006, ISBN 978-0061238574)
- راهنمای فوق‌العاده ۲: ۱۰۱ راهکار برای ورود به کلاس جهانی (2008, ISBN 978-1554684038)
- رهبری که عنوان نداشت: (2010, ISBN 978-1439109137)
- نامه‌های محرمانه راهبی که فراری اش را فروخت (2011, ISBN 978-0007321117)
- کتابی کوچک برای موفقیت‌های چشمگیر (2016, ISBN ۹۷۸۸۱۸۴۹۵۹۸۹۵)
- باشگاه پنج صبحی‌ها (2018, ISBN 978-1443456623)